# Xã Millerville, Quận Douglas, Minnesota
Xã Millerville (tiếng Anh: Millerville Township) là một xã thuộc quận Douglas, tiểu bang Minnesota, Hoa Kỳ. Năm 2010, dân số của xã này là 338 người.